# Baszkirska Samodzielna Brygada Kawalerii
Baszkirska Samodzielna Brygada Kawalerii (ros. Башкирская отдельная кавалерийская бригада) – w latach 1919–1921 związek taktyczny kawalerii w ramach wojska baszkirskiego.
Została utworzona pod koniec czerwca 1919 przez Musę Murtazina na terenie Małej Baszkirii na bazie 1 Baszkirskiego Pułku Kawalerii im. A.B. Karamyszewa byłego Korpusu Baszkirskiego. W jej skład weszły:
- 1 Baszkirski Pułk Kawalerii (w październiku przemianowany na 5 Baszkirski Pułk Kawalerii, od maja 1920 - 27 Baszkirski Pułk Kawalerii);
- 2 Baszkirski Pułk Kawalerii (od października 6 Baszkirski Pułk Kawalerii, od maja 1920 - 28 Baszkirski Pułk Kawalerii);
- dywizjon piechoty;

W lipcu 1919 brygada liczyła 4 tys. ludzi;
- 1 Baszkirski Pułk Kawalerii rozformowanej Baszkirskiej Samodzielnej Dywizji Kawalerii (od czerwca 1920).

Brygada wchodziła w skład Armii Południowej białych, od sierpnia 1919 1 Armii, od 7 października Ileckiej Grupy Wojsk (od 26 października Grupa podlegała 4 Armii) Frontu Turkiestańskiego, od 24 grudnia 5 Dywizji Kawalerii 1 Armii, od maja 1920 12 Armii, od początku 1921 była w podporządkowaniu dowódcy Kijowskiego Okręgu Wojskowego.
Od 8 sierpnia 1919 brygada działała samodzielnie, ignorując rozkazy dowództwa armii Kołczaka. 18 sierpnia w okolicach wsi Bierozowka ujazd orski rozbiła dwa pułki 4 Orenburskiego Korpusu Armijnego (białych), 23 sierpnia za pośrednictwem przedstawiciela Baszkirskiego Rewolucyjnego Komitetu Wojskowego Tagira Imakowa przeszła na stronę Armii Czerwonej; liczebność brygady – 1800 szabel, pieszy dywizjon (10 karabinów, w tym 8  maszynowych).
W czasie wojny domowej od czerwca do sierpnia 1919 działała przeciwko jednostkom 1 Armii (czerwonych), w końcu sierpnia - przeciwko jednostkom Armii Południowej (białych), od października - przeciwko Armii Uralskiej (białych). W składzie Ileckiej Grupy Wojsk uczestniczyła w operacji uralo-gurjewskiej 1919; w czasie ciężkich walk z uralskimi kozakami straty brygady wyniosły 60% składu osobowego.
Rozkazem M. Frunzego brygadę włączono w skład 5 Dywizji Kawalerii jako 2 Brygadę Kawalerii, jednakże po interwencji komisariatu wojskowego Baszkirskiej Rewolucyjnej Rady Wojskowej przywrócono jej poprzedni status.
W czasie wojny radziecko-polskiej 1920 brygada wzięła udział w kijowskiej i równo-dubińskiej operacji, w zajęciu miast Kowel, Zamość, Hrubieszów, Dubno, Izajasław i inne, po zawarciu rozejmu z Polską w listopadzie - w rozbiciu armii Petlury.
10 grudnia rozkazem dowódcy 12 Armii brygada ze względu na małą liczebność została przeformowana w 2 pułki z kolejną numeracją (1 i 2 Baszkirski Pułk Kawalerii).
25 marca 1921 brygadę ostatecznie rozformowano, jej jednostki rozdzielono na 15, 16, 17 i 18 Samodzielny Baszkirski Eskadron i skierowano na odcinek granicy RFSRR z polską i Rumunią w składzie 12 Pogranicznej Dywizji im. Rady Piotrogrodzkiej. W listopadzie z 15, 16 i 18 eskadronu sformowano 12 Pułk Kawalerii (w 1925 przemianowany na 10 kawaleryjski pułk kozacki, częściowo uzupełniony powołanymi do wojska z Baszkirskiej ASRR), 18 eskadron został przekazany do 7 pułku kawalerii 2 dywizji kawalerii Czerwonego Kozactwa.
Ponad 80 żołnierzy i oficerów brygady zostało nagrodzonych Orderem Czerwonego Sztandaru. W Równem w latach 1950-1980 znajdował się pomnik poświęcony żołnierzom brygady, jej imieniem nazwano jedną z ulic.

## Dowódcy brygady
- Musa Murtazin (od czerwca 1919),
- J. Kalmietjew (pełniący obowiązki, 12—20 sierpnia 1920),
- Aleksandr Gorbatow (sierpień 1920 — 1921)[1][2][3].